# Itumbiara
Itumbiara város Brazíliában, Goiás államban. Lakosainak száma 107 970 fő (2022). Itumbiara Panamá, Araporã, Bom Jesus de Goiás, Buriti Alegre, Cachoeira Dourada, Minas Gerais, Cachoeira Dourada, Canápolis, Centralina, Goiatuba, Inaciolândia és Tupaciguara községekkel határos.

## Népesség
A település népességének változása:
| Lakosok száma | 81 430 | 92 883 | 105 809 | 106 845 | 107 970 |
|               | 2000   | 2010   | 2020    | 2021    | 2022    |

## Fekvése
448 m tengerszint feletti magasságban fekszik, az állam déli részén.

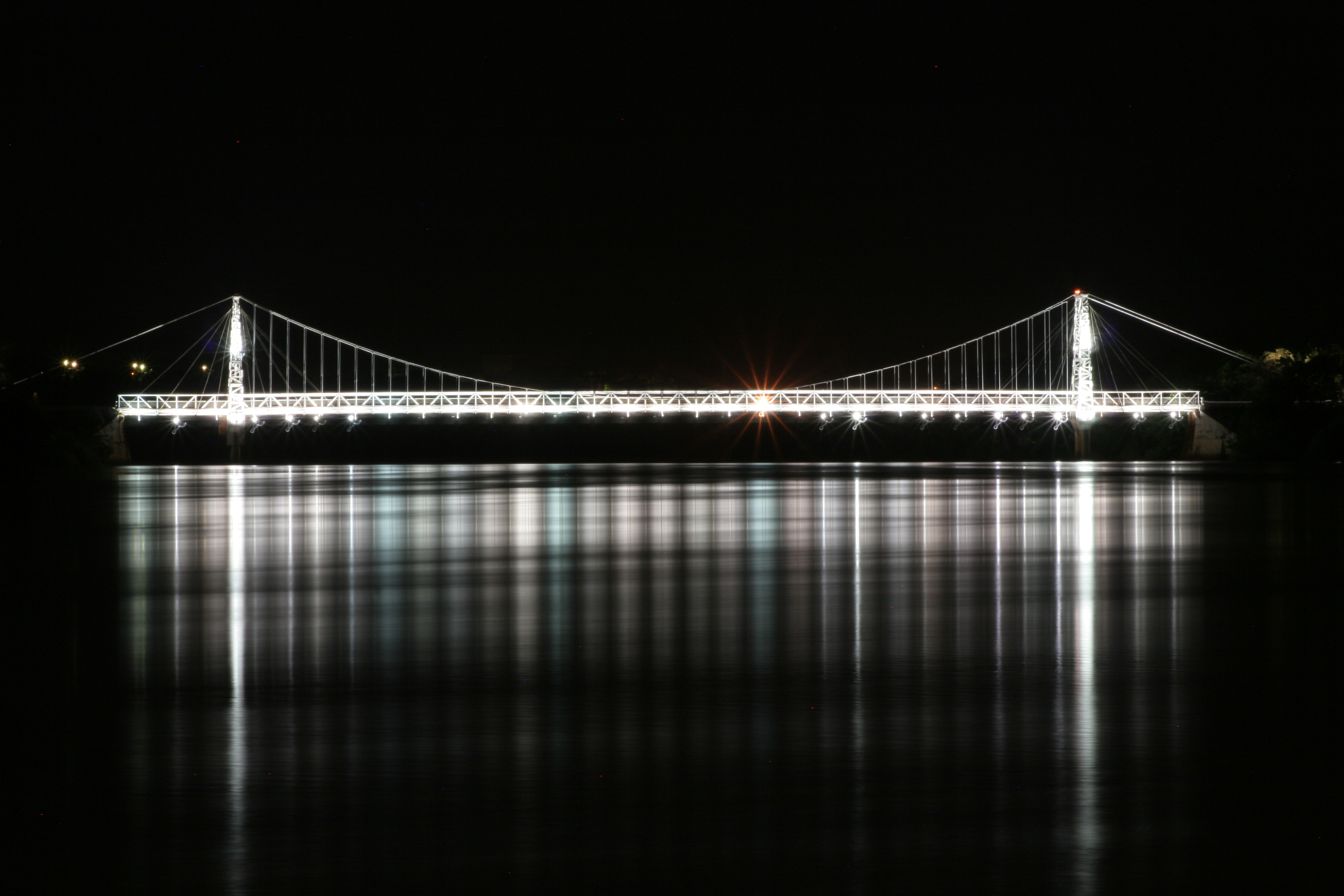
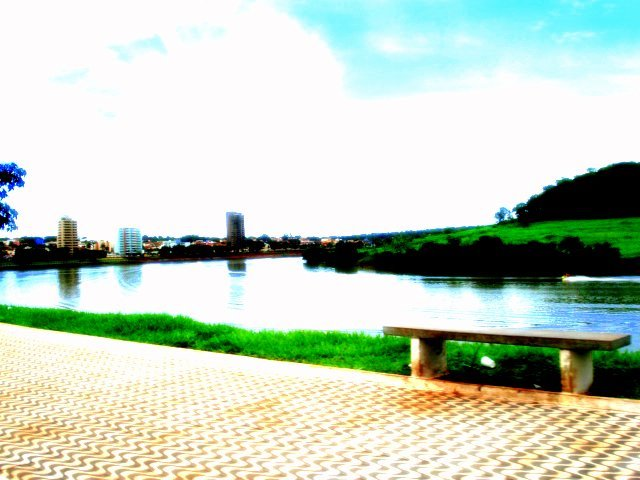
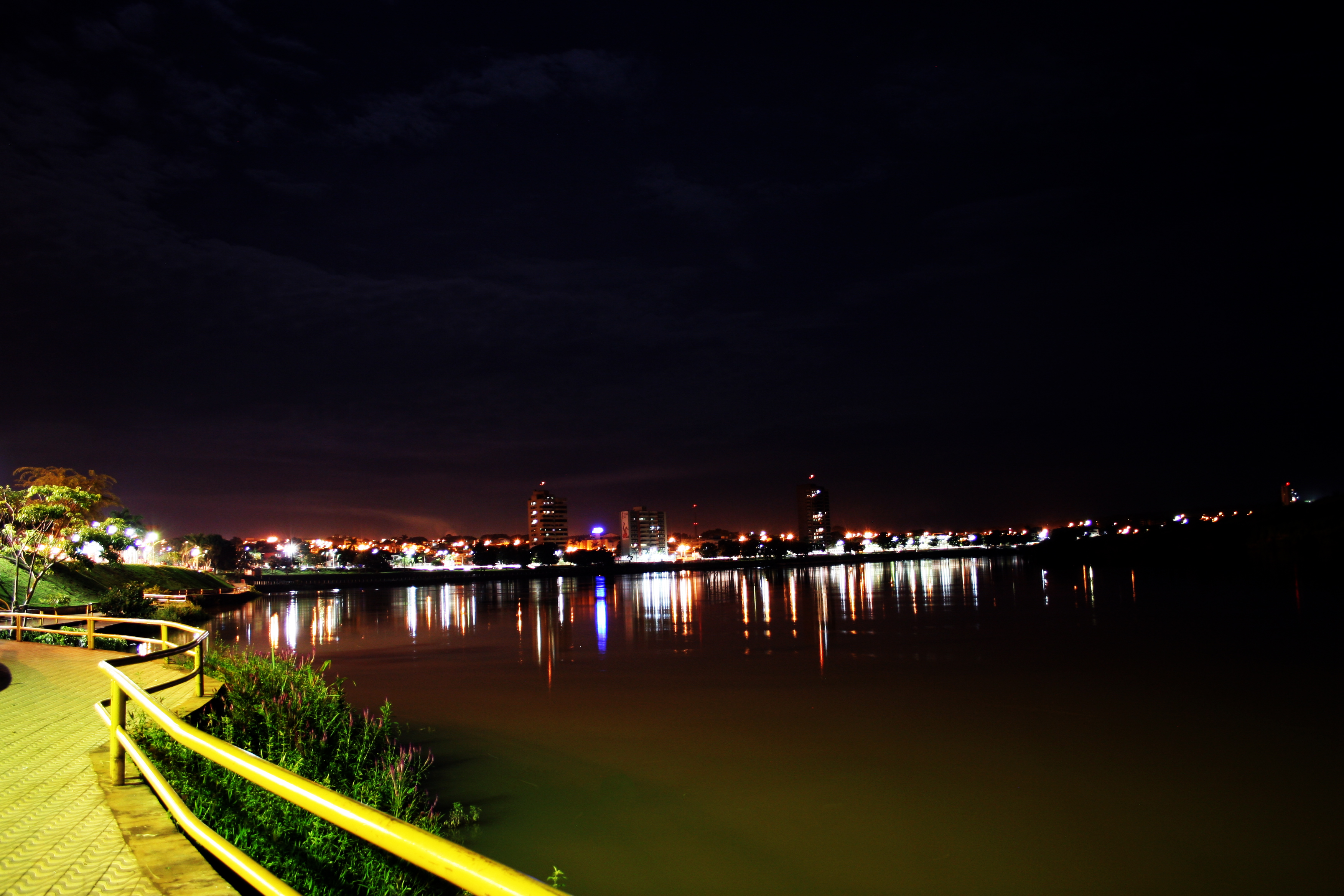
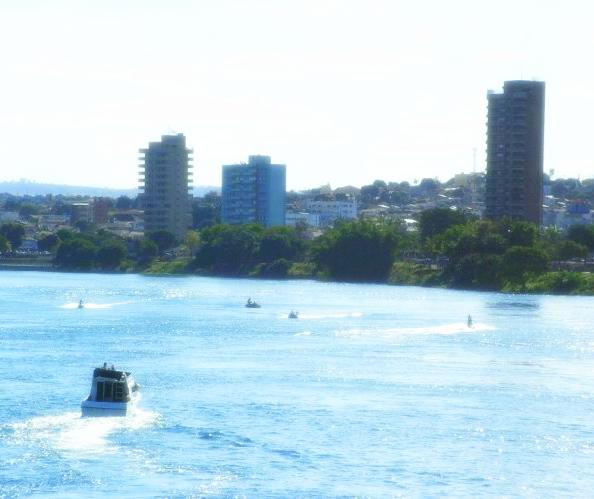
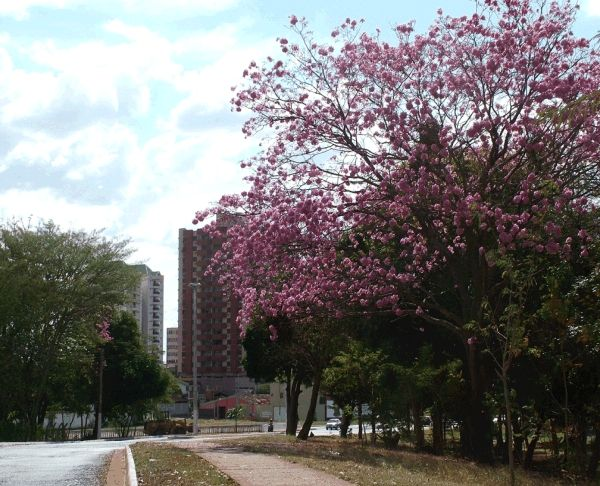
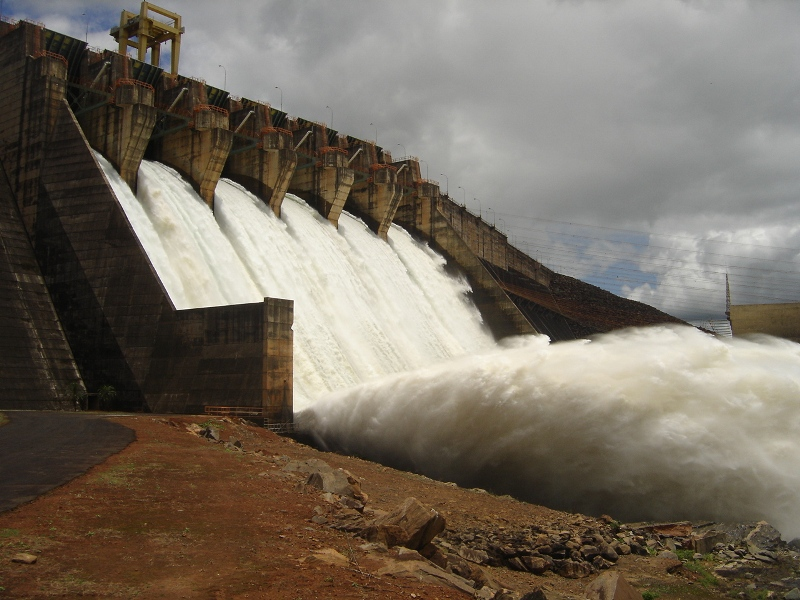